# كايل سميث (لاعب كرة قدم)
كايل سميث (بالإنجليزية: Kyle Smith)‏ (9 يناير 1992 بسينسيناتي في الولايات المتحدة - ) هو لاعب كرة قدم أمريكي في مركز الوسط. لعب مع Cincinnati Dutch Lions ‏ ولويسفيل سيتي.

## وصلات خارجية
- كايل سميث على موقع الدوري الأمريكي (الإنجليزية)
- كايل سميث على موقع قاعدة بيانات كرة القدم.إي يو (الإنجليزية)
- كايل سميث على موقع Soccerbase.com (لاعب) (الإنجليزية)
- كايل سميث على موقع Soccerway.com (الإنجليزية)
- كايل سميث على موقع عالم كرة القدم.نت (الإنجليزية)